# Arturo Nuvolari
Arturo Nuvolari (Castel d'Ario, 7 luglio 1863 – Castel d'Ario, 17 dicembre 1938) è stato un ciclista su strada italiano. 
La sua migliore prestazione fu il secondo posto al Campionato italiano di ciclismo su strada del 1893 ad Alessandria. Suo fratello Giuseppe è stato anch'egli ciclista specializzato nelle corse su pista. Suo figlio fu il noto automobilista e motociclista Tazio Nuvolari.